# Chiron assamensis
Chiron assamensis är en skalbaggsart som beskrevs av Hope 1845. Chiron assamensis ingår i släktet Chiron och familjen bladhorningar. Inga underarter finns listade i Catalogue of Life.